# Ilex mathewsii
Espèce
Classification phylogénétique
Statut de conservation UICN

 VU  : Vulnérable
Ilex mathewsii est une espèce de plantes du genre Ilex de la famille des Aquifoliaceae.